# Démographie de l'Irlande du Nord

Densité de population selon le recensement de 2011. Des couleurs plus sombres indiquent une plus forte densité.

L'Irlande du Nord comptait 1 799 400 habitants en 2010. La densité de population moyenne était de 130 habitants au km². 
L'Irlande du Nord est la plus petite des 4 nations constitutives du Royaume-Uni, avec 2,9 % de sa population et 5,7 % de sa superficie. Elle comporte 28,3 % de la population et 16,5 % de la superficie de l'île d'Irlande. En 2010, le taux de fécondité était de 2,06 enfants par femme, et le taux de natalité de 14 pour 1000. 
Le dernier recensement a eu lieu en 2011, et a dénombré 1 810 863 habitants, en augmentation de 125 800 (soit 7,5 %) depuis le recensement de 2001, 10 ans auparavant. La densité de population est de 133 habitants par km², soit la moitié de celle du Royaume-Uni, mais deux fois celle de la république d'Irlande. Plus d'un tiers de la population vit dans le grand Belfast.
Plus de 80 % de la population est chrétienne, répartie environ à moitié entre catholiques et diverses Églises protestantes, et environ 17 % ne déclare pas de religion. L'identité nationale revendiquée peut être irlandaise, nord-irlandaise ou britannique. En raison de l'histoire de l'Irlande, religion et nationalités sont des marqueurs sociaux importants.

## Évolution démographique
| Année  | Population | Évolution       |
| ------ | ---------- | --------------- |
| 1841   | 1 648 945  | –               |
| 1851   | 1 442 517  | en diminution   |
| 1861   | 1 396 453  | en diminution   |
| 1871   | 1 359 190  | en diminution   |
| 1881   | 1 304 816  | en diminution   |
| 1891   | 1 236 056  | en diminution   |
| 1901   | 1 236 952  | en augmentation |
| 1911   | 1 250 531  | en augmentation |
| 1926   | 1 256 561  | en augmentation |
| 1951   | 1 370 921  | en augmentation |
| 1961   | 1 425 042  | en augmentation |
| 1971   | 1 536 065  | en augmentation |
| †1981  | 1 543 000  | en augmentation |
| †1991  | 1 607 300  | en augmentation |
| 2001/2 | 1 685 267  | en augmentation |
| 2011   | 1 810 863  | en augmentation |

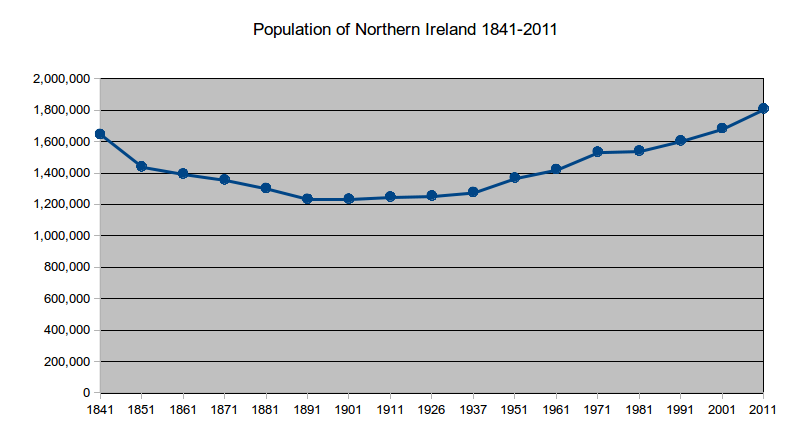
Évolution démographique de l'Irlande du Nord

† Données basées sur des estimations de milieu d'année
- Source: (en) « Tendances d'évolution démographique », NISRA (consulté le 12 avril 2014)

## Lieu de naissance

Carte montrant le pourcentage de la population née en dehors d'Irlande du Nord selon le recensement de 2011.

En 2001, 91,0 % de la population était née en Irlande du Nord, 7,2 % en république d'Irlande ou dans le reste du Royaume-Uni, et 1,8 % étaient nés ailleurs. En 2011, ces chiffres étaient respectivement de 89, 6,7 et 4,3 %. Les villes où habitent le plus d'immigrés ni Britanniques ni Irlandais étaient Belfast, suivie par Craigavon et Dungannon. La ville de Strabane a le plus faible taux d'immigrants.
| Lieu de naissance                                | population de 2001 | pourcentage de 2001 | population de 2011 | pourcentage de 2011 |
| ------------------------------------------------ | ------------------ | ------------------- | ------------------ | ------------------- |
| Irlande du Nord:                                 | 1 534 268          | 91.04               | 1 608 853          | 88.84               |
| Angleterre:                                      | 61 609             | 3.66                | 64,717             | 3.57                |
| Écosse:                                          | 16 772             | 1.00                | 15 455             | 0.85                |
| Pays de Galles:                                  | 3 008              | 0.18                | 2 552              | 0.14                |
| République d'Irlande:                            | 39 051             | 2.32                | 37 833             | 2.09                |
| États membres de l'union européenne:             | 10 355             | 0.61                | -                  | -                   |
| État ayant rejoint l'union européenne avant 2004 | -                  | -                   | 9 703              | 0.54                |
| État ayant rejoint l'union européenne après 2004 | -                  | -                   | 35 704             | 1.97                |
| Extérieur de l'union européenne:                 | 20 204             | 1.20                | 36 046             | 1.99                |
| Total                                            | 1 685 267          | 100.00              | 1 810 863          | 100.00              |

Lieu de naissance par groupe d'âge.
| Lieu de naissance                             | Tous âges | 0 à 15 | 16 à 34 | 35 à 64 | 65 et plus |
| --------------------------------------------- | --------- | ------ | ------- | ------- | ---------- |
| Irlande du Nord                               | 88,8 %    | 93,7 % | 86,3 %  | 87,4 %  | 90,2 %     |
| Angleterre                                    | 3,6 %     | 2,0 %  | 3,4 %   | 4,7 %   | 3,1 %      |
| Écosse                                        | 0,9 %     | 0,4 %  | 0,7 %   | 1,1 %   | 1,1 %      |
| Pays de Galles                                | 0,1 %     | 0,1 %  | 0,1 %   | 0,2 %   | 0,2 %      |
| République d'Irlande                          | 2,1 %     | 0,6 %  | 1,6 %   | 2,4 %   | 4,3 %      |
| membre de l'union européenne avant 2004       | 0,5 %     | 0,3 %  | 0,8 %   | 0,6 %   | 0,2 %      |
| membre de l'union européenne à partir de 2004 | 2,0 %     | 1,5 %  | 4,3 %   | 1,4 %   | 0,1 %      |
| Autre pays                                    | 2,0 %     | 1,4 %  | 2,7 %   | 2,3 %   | 0,8 %      |

## Identité nationale

### Généralités

Carte de l'identité nationale dominante selon le recensement de 2011, le bleu représentant la nationalité britannique et le vert la nationalité irlandaise.

L'identité nationale est complexe en Irlande du Nord. L'accord du Vendredi saint qui met fin au conflit nord-irlandais accorde à chacun le droit de se reconnaître Irlandais ou Britannique, et d'utiliser l'un, l'autre, ou les deux passeports. Lors des recensements, il est également possible de choisir la nationalité nord-irlandaise.
Il y a une forte corrélation entre religion et identité nationale, les catholiques se reconnaissant plus souvent irlandais et les protestants britanniques. Ce n'est pas une règle absolue, et les minorités catholiques dans les zones à majorité protestante ont plus souvent tendance à se reconnaître britanniques. La plupart des non-religious, athées, agnostiques ou sans religion se considèrent comme britanniques.
Selon le recensement de 2011, les identités nationales se répartissent comme suit :
| Nationalité                  | Nombre  |
| ---------------------------- | ------- |
| Britanniques                 | 876 577 |
| Nord-Irlandais               | 533 085 |
| Irlandais                    | 513 390 |
| Anglais, Écossais ou Gallois | 29 187  |
| Autre                        | 61 884  |

### Par religion
Identité nationale selon les religions
| Identité nationale            | Total  | Catholique | Protestant et autre chrétien | Autre religion | Pas de religion |
| ----------------------------- | ------ | ---------- | ---------------------------- | -------------- | --------------- |
| Britannique                   | 48,4 % | 12,9 %     | 81,6 %                       | 50,1 %         | 55,9 %          |
| Irlandaise                    | 28,4 % | 57,2 %     | 3,9 %                        | 12,4 %         | 14,0 %          |
| Nord-Irlandaise               | 29,4 % | 30,7 %     | 26,9 %                       | 18,0 %         | 35,2 %          |
| Anglaise, Écossaise, Galloise | 1,6 %  | 0,8 %      | 1,5 %                        | 2,9 %          | 5,2 %           |
| Autres                        | 3,4 %  | 4,4 %      | 1,0 %                        | 29,1 %         | 7,1 %           |

### Par âge

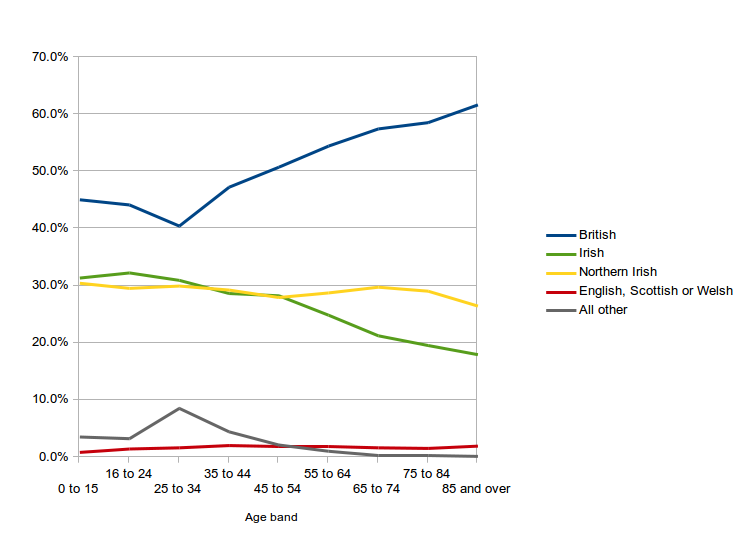
Identités nationales par âge selon le recensement de 2011.

| âge (en années) | Britannique | Irlandais | Nord-Irlandais | Anglais, Écossais ou Gallois | Autre |
| --------------- | ----------- | --------- | -------------- | ---------------------------- | ----- |
| 0 à 15          | 45,1 %      | 31,4 %    | 30,5 %         | 0,9 %                        | 3,6 % |
| 16 à 24         | 44,2 %      | 32,3 %    | 29,6 %         | 1,5 %                        | 3,3 % |
| 25 à 34         | 40,5 %      | 31,0 %    | 30,0 %         | 1,7 %                        | 8,6 % |
| 35 à 44         | 47,3 %      | 28,7 %    | 29,3 %         | 2,1 %                        | 4,5 % |
| 45 à 54         | 50,8 %      | 28,3 %    | 28,0 %         | 1,9 %                        | 2,2 % |
| 55 à 64         | 54,5 %      | 24,9 %    | 28,8 %         | 1,9 %                        | 1,1 % |
| 65 à 74         | 57,5 %      | 21,3 %    | 29,8 %         | 1,7 %                        | 0,4 % |
| 75 à 84         | 58,6 %      | 19,6 %    | 29,1 %         | 1,6 %                        | 0,3 % |
| 85 et plus      | 61,7 %      | 18,0 %    | 26,5 %         | 2,0 %                        | 0,2 % |

### Par district

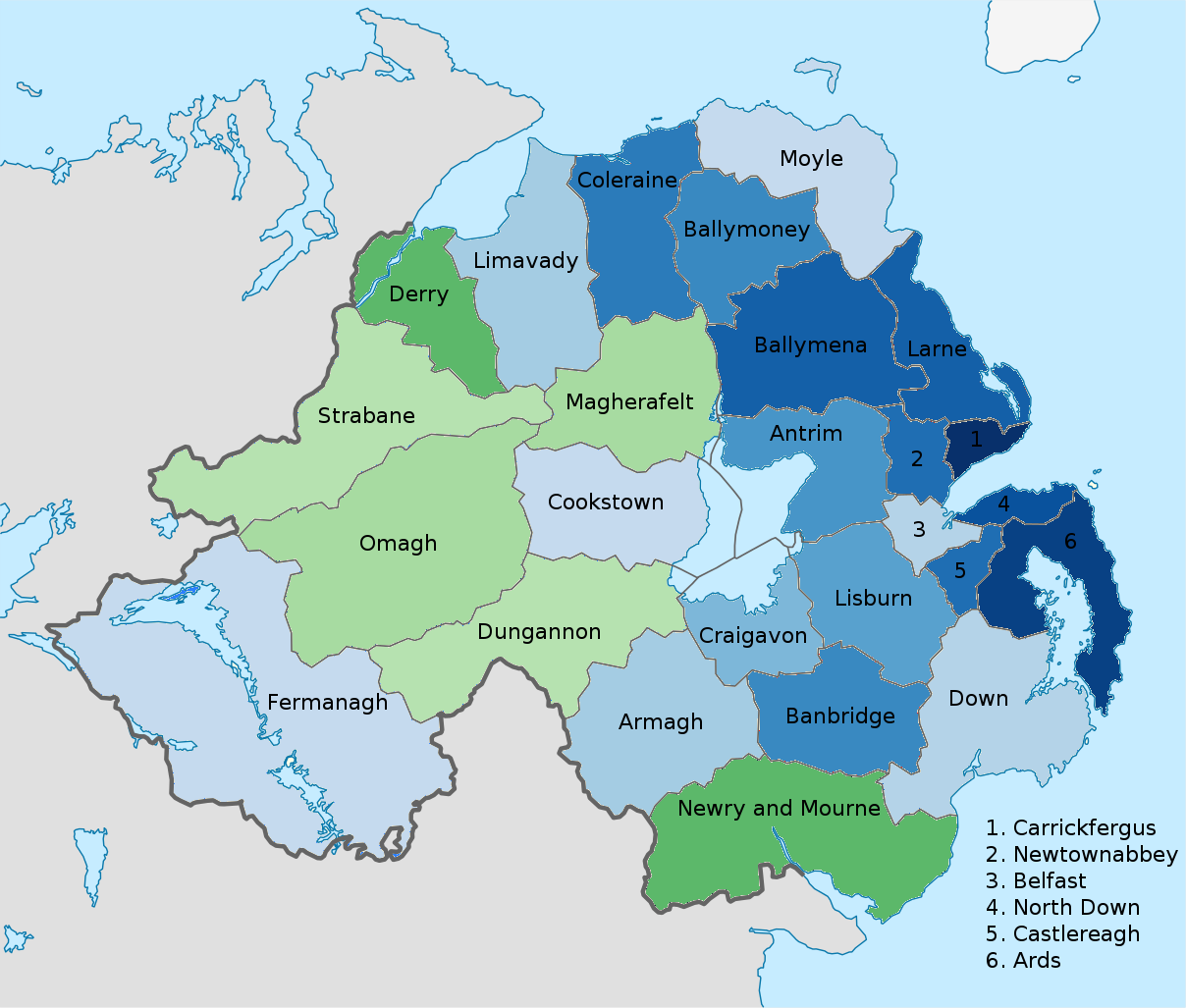
Carte des districts selon l'identité nationale dominante. En bleu, les Britanniques, en vert les Irlandais.

Identité nationale par district
| District                              | Britannique | Irlandais | nord-irlandais | Anglais, Écossais ou Gallois | Autres |
| ------------------------------------- | ----------- | --------- | -------------- | ---------------------------- | ------ |
| Borough d'Antrim                      | 55,2 %      | 20,1 %    | 30,4 %         | 2,3 %                        | 3,9 %  |
| Borough d'Ards                        | 73,6 %      | 7,5 %     | 31,9 %         | 1,9 %                        | 1,5 %  |
| Cité et district d'Armagh             | 44,4 %      | 32,4 %    | 27,1 %         | 1,1 %                        | 3,9 %  |
| Borough de Ballymena                  | 69,0 %      | 11,1 %    | 27,9 %         | 1,4 %                        | 3,8 %  |
| Borough de Ballymoney                 | 60,6 %      | 16,4 %    | 30,9 %         | 1,7 %                        | 1,7 %  |
| District de Banbridge                 | 61,1 %      | 16,2 %    | 31,8 %         | 1,5 %                        | 1,8 %  |
| Cité de Belfast                       | 43,2 %      | 34,8 %    | 26,8 %         | 1,5 %                        | 5,1 %  |
| Borough de Carrickfergus              | 76,5 %      | 5,3 %     | 30,3 %         | 2,1 %                        | 1,8 %  |
| Borough de Castlereagh                | 66,2 %      | 14,7 %    | 31,3 %         | 1,5 %                        | 2,6 %  |
| Borough de Coleraine                  | 62,4 %      | 14,5 %    | 31,6 %         | 2,0 %                        | 3,2 %  |
| District de Cookstown                 | 37,3 %      | 33,5 %    | 32,1 %         | 1,2 %                        | 3,7 %  |
| Borough de Craigavon                  | 48,3 %      | 25,6 %    | 28,7 %         | 1,4 %                        | 6,4 %  |
| Cité de Derry                         | 23,7 %      | 55,0 %    | 24,6 %         | 1,4 %                        | 2,0 %  |
| District de Down                      | 40,2 %      | 32,2 %    | 34,1 %         | 1,9 %                        | 2,0 %  |
| Borough de Dungannon and South Tyrone | 30,9 %      | 38,8 %    | 27,1 %         | 0,9 %                        | 9,6 %  |
| District de Fermanagh                 | 37,2 %      | 36,1 %    | 29,5 %         | 1,7 %                        | 3,1 %  |
| Borough de Larne                      | 69,8 %      | 10,1 %    | 31,4 %         | 2,1 %                        | 1,2 %  |
| Borough de Limavady                   | 42,2 %      | 32,0 %    | 30,7 %         | 1,5 %                        | 1,4 %  |
| Cité de Lisburn                       | 55,6 %      | 24,7 %    | 28,7 %         | 2,0 %                        | 2,4 %  |
| District de Magherafelt               | 31,4 %      | 42,7 %    | 29,8 %         | 1,0 %                        | 2,8 %  |
| District de Moyle                     | 38,6 %      | 34,1 %    | 32,1 %         | 2,2 %                        | 1,4 %  |
| District de Newry and Mourne          | 20,2 %      | 53,0 %    | 27,6 %         | 1,2 %                        | 4,3 %  |
| Borough de Newtownabbey               | 66,5 %      | 13,4 %    | 31,2 %         | 1,3 %                        | 2,4 %  |
| Borough de North Down                 | 71,1 %      | 9,1 %     | 33,0 %         | 3,0 %                        | 2,4 %  |
| District d'Omagh                      | 28,6 %      | 40,9 %    | 32,7 %         | 1,1 %                        | 3,4 %  |
| District de Strabane                  | 33,0 %      | 39,2 %    | 31,8 %         | 1,4 %                        | 1,3 %  |

## Langues parlées
L'anglais est de loin la langue la plus parlée, mais deux langues régionale, le gaélique d'Irlande et le Scots d'Ulster sont également reconnues et protégées au titre de la Charte européenne des langues régionales ou minoritaires. D'autres langues sont également parlées par les immigrants, principalement le polonais.

Carte montrant la population dont la langue maternelle est autre que l'anglais ou le gaélique, selon le recensement de 2011.

Langue principale des résidents habituels nord-irlandais âgés de 3 ans et plus lors du recensement de 2011
| Langue principale  | résidents habituels âgés de plus de 3 ans | Proportion |
| ------------------ | ----------------------------------------- | ---------- |
| Anglais            | 1 681 171                                 | 96,86 %    |
| Polonais           | 17 731                                    | 1,02 %     |
| Lituanien          | 6 250                                     | 0,36 %     |
| Irlandais          | 4 164                                     | 0,24 %     |
| Portugais          | 2 293                                     | 0,13 %     |
| Slovaque           | 2 257                                     | 0,13 %     |
| Chinois            | 2 214                                     | 0,13 %     |
| Tagalog (Filipino) | 1 895                                     | 0,11 %     |
| Letton             | 1 273                                     | 0,07 %     |
| Russe              | 1 191                                     | 0,07 %     |
| Malayalam          | 1 174                                     | 0,07 %     |
| Hongrois           | 1 008                                     | 0,06 %     |
| Autre              | 13 090                                    | 0,75 %     |

Pourcentage de la population âgée de plus de 3 ans ayant des connaissances en gaélique selon le recensement de 2011.

Capacité en Irlandais des résidents habituels âgés de plus de 3 ans lors du recensement,
| Capacité en Irlandais                   | 2001                                      | 2001       | 2011                                      | 2011       |
| Capacité en Irlandais                   | Résidents habituels âgés de plus de 3 ans | Proportion | Résidents habituels âgés de plus de 3 ans | Proportion |
| --------------------------------------- | ----------------------------------------- | ---------- | ----------------------------------------- | ---------- |
| Peut comprendre                         | 133 352                                   | 8,2 %      | 161 662                                   | 9,3 %      |
| Peut parler                             | 115 731                                   | 7,2 %      | 104 943                                   | 6,0 %      |
| Peut lire                               | 102 784                                   | 6,4 %      | 87 871                                    | 5,1 %      |
| Peut écrire                             | 90 879                                    | 5,6 %      | 76 647                                    | 4,4 %      |
| A quelques notions                      | 167 490                                   | 10,4 %     | 184 898                                   | 10,7 %     |
| Peut comprendre, parler, lire et écrire | 75 125                                    | 4,6 %      | 64 847                                    | 3,7 %      |

Pourcentage de la population âgée de plus de 3 ans ayant des connaissances en Scot d'Ulster selon le recensement de 2011.

Capacité en Scot d'Ulster des résidents habituels âgés de plus de 3 ans lors du recensement
| Capacités en Scot d'Ulster              | 2011                                      | 2011       |
| Capacités en Scot d'Ulster              | Résidents habituels âgés de plus de 3 ans | Proportion |
| --------------------------------------- | ----------------------------------------- | ---------- |
| Peut comprendre                         | 134 157                                   | 7,7 %      |
| Peut parler                             | 35 404                                    | 2,0 %      |
| Peut lire                               | 37 501                                    | 2,2 %      |
| Peut écrire                             | 18 187                                    | 1,0 %      |
| a quelques notions                      | 140 204                                   | 8,1 %      |
| Peut comprendre, parler, lire et écrire | 16 373                                    | 0,9 %      |

## Religion

### Chiffres

Carte des religions d'après le recensement de 2011. Le bleu indique les catholiques, le rouge les protestants, les teintes plus fortes indiquent une plus forte proportion.

Le tableau suivant indique la religion annoncée par les recensements de 1991, 2001 et 2011.
| Religion                                   | 1991      | 1991   | 2001      | 2001  | 2011      | 2011  |
| Religion                                   | Nombre    | %      | Nombre    | %     | Nombre    | %     |
| ------------------------------------------ | --------- | ------ | --------- | ----- | --------- | ----- |
| Église catholique                          | 605 639   | 38.40  | 678 462   | 40.2  | 738 033   | 40.8  |
| Église presbytérienne en Irlande           | 336 891   | 21.40  | 348 742   | 20.7  | 345 101   | 19.1  |
| Église d'Irlande                           | 279 280   | 17.70  | 257 788   | 15.3  | 248 821   | 13.7  |
| Église méthodiste (Irlande)                | 59 517    | 3.80   | 59 173    | 3.5   | 54 253    | 3.0   |
| Autres chrétiens                           | 122448    | 7,76   | 102 221   | 6.1   | 104 380   | 5.8   |
| (Total des chrétiens non catholiques)      | 798136    | 50,58  | 767 924   | 45.6  | 752 555   | 41.6  |
| (Total des chrétiens)                      | 1403775   | 88,9   | 1 446 386 | 85.8  | 1 490 588 | 82.3  |
| Autre religion                             | -         | -      | 5 028     | 0.3   | 14 859    | 0.8   |
| Pas de religion                            | 59 234    | 3.70   | -         | -     | 183 164   | 10.1  |
| Religion non précisée                      | 114 827   | 7.30   | -         | -     | 122 252   | 6.8   |
| (pas de religion ou religion non précisée) | 174061    | 11,0   | 233 853   | 13.9  | 305 416   | 16.9  |
| Population totale                          | 1 577 836 | 100.00 | 1 685 267 | 100.0 | 1 810 863 | 100.0 |

Parmi les autres chrétiens, on trouve notamment : Baptisme (Association des églises baptistes d'Irlande), Brethren, Congrégationalistes et Unitarisme.

### Par district
| District                              | 2001       | 2001                         | 2001   | 2011       | 2011                         | 2011   |
| District                              | Catholique | Protestant et autre chrétien | Autre  | Catholique | Protestant et autre chrétien | Autre  |
| ------------------------------------- | ---------- | ---------------------------- | ------ | ---------- | ---------------------------- | ------ |
| Borough d'Antrim                      | 35,2 %     | 47,2 %                       | 17,6 % | 37,5 %     | 43,2 %                       | 19,2 % |
| Borough d'Ards                        | 10,4 %     | 68,7 %                       | 20,9 % | 10,9 %     | 65,4 %                       | 23,6 % |
| Cité et district d'Armagh             | 45,4 %     | 45,5 %                       | 9,1 %  | 44,8 %     | 43,0 %                       | 12,2 % |
| Borough de Ballymena                  | 19,0 %     | 67,8 %                       | 13,3 % | 20,4 %     | 63,3 %                       | 16,3 % |
| Borough de Ballymoney                 | 29,5 %     | 59,1 %                       | 11,3 % | 29,6 %     | 56,7 %                       | 13,6 % |
| District de Banbridge                 | 28,6 %     | 58,7 %                       | 12,7 % | 29,4 %     | 55,3 %                       | 15,3 % |
| Cité de Belfast                       | 42,1 %     | 40,3 %                       | 17,5 % | 41,9 %     | 34,1 %                       | 24,0 % |
| Borough de Carrickfergus              | 6,5 %      | 70,4 %                       | 23,1 % | 7,6 %      | 67,2 %                       | 25,2 % |
| Borough de Castlereagh                | 15,8 %     | 64,9 %                       | 19,3 % | 19,5 %     | 57,3 %                       | 23,2 % |
| Borough de Coleraine                  | 24,1 %     | 60,5 %                       | 15,4 % | 25,0 %     | 56,8 %                       | 18,2 % |
| District de Cookstown                 | 55,2 %     | 38,0 %                       | 6,8 %  | 55,1 %     | 34,0 %                       | 11,0 % |
| Borough de Craigavon                  | 41,7 %     | 46,7 %                       | 11,6 % | 42,1 %     | 42,1 %                       | 15,8 % |
| Cité de Derry                         | 70,9 %     | 20,8 %                       | 8,4 %  | 67,4 %     | 19,4 %                       | 13,1 % |
| District de Down                      | 57,1 %     | 29,2 %                       | 13,7 % | 57,5 %     | 27,1 %                       | 15,4 % |
| Borough de Dungannon and South Tyrone | 57,3 %     | 34,9 %                       | 7,7 %  | 58,7 %     | 29,8 %                       | 11,5 % |
| District de Fermanagh                 | 55,5 %     | 36,1 %                       | 8,4 %  | 54,9 %     | 34,3 %                       | 10,8 % |
| Borough de Larne                      | 22,2 %     | 61,9 %                       | 15,9 % | 21,8 %     | 59,7 %                       | 18,5 % |
| Borough de Limavady                   | 53,1 %     | 36,1 %                       | 10,7 % | 56,0 %     | 34,3 %                       | 9,7 %  |
| Cité de Lisburn                       | 30,1 %     | 53,6 %                       | 16,4 % | 32,8 %     | 47,9 %                       | 19,3 % |
| District de Magherafelt               | 61,5 %     | 32,0 %                       | 6,5 %  | 62,4 %     | 28,3 %                       | 9,3 %  |
| District de Moyle                     | 56,6 %     | 33,8 %                       | 9,6 %  | 54,4 %     | 32,3 %                       | 13,3 % |
| District de Newry and Mourne          | 75,9 %     | 16,4 %                       | 7,7 %  | 72,1 %     | 15,2 %                       | 12,7 % |
| Borough de Newtownabbey               | 17,1 %     | 64,5 %                       | 18,4 % | 19,9 %     | 57,8 %                       | 22,3 % |
| Borough de North Down                 | 10,0 %     | 64,5 %                       | 25,5 % | 11,2 %     | 60,3 %                       | 28,5 % |
| District d'Omagh                      | 65,1 %     | 26,3 %                       | 8,6 %  | 65,4 %     | 24,8 %                       | 9,8 %  |
| District de Strabane                  | 63,1 %     | 30,9 %                       | 6,0 %  | 60,1 %     | 30,7 %                       | 9,2 %  |

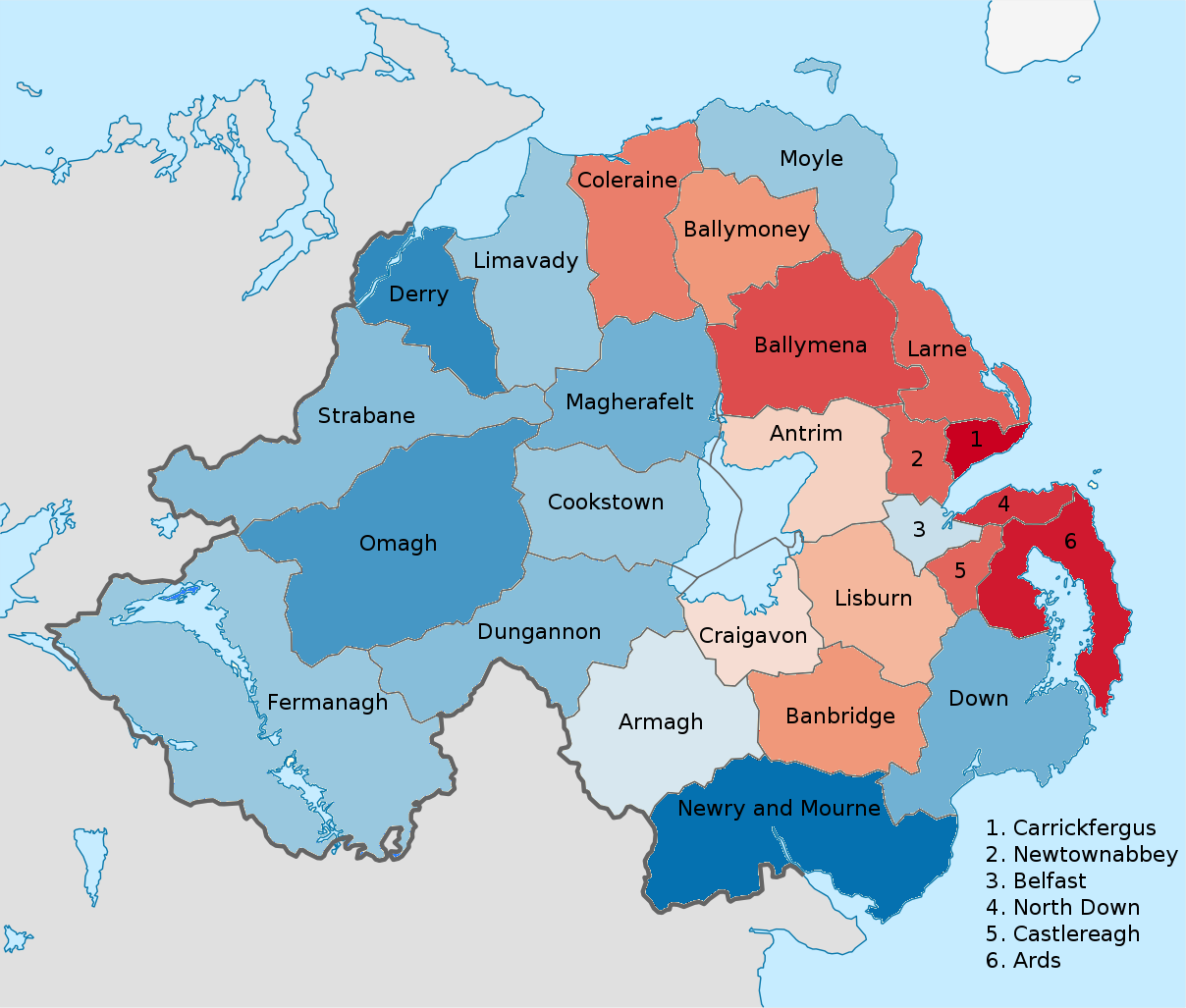
Districts d'Irlande du Nord par religion prédominante lors du recensement de 2011. En bleu les catholiques, et en rouge les protestants.

Il faut noter qu'en 2015, le redécoupage des districts réduit à 11 le nombre de districts, en fusionnant une partie des anciens, ce qui pourrait changer la pertinence des futurs chiffres par district.

### Par lieu de naissance
Religion par lieu de naissance selon le recensement de 2011.

Carte montrant la proportion de la population ne déclarant pas de religion lors du recensement de 2011.

| Lieu de naissance          | Catholique | Protestant et autre chrétien | Autre religion | Aucune/non précisé |
| -------------------------- | ---------- | ---------------------------- | -------------- | ------------------ |
| Irlande du Nord            | 88,7 %     | 92,9 %                       | 49,7 %         | 81,1 %             |
| Angleterre                 | 2,6 %      | 3,2 %                        | 6,9 %          | 6,7 %              |
| Écosse                     | 0,5 %      | 0,9 %                        | 1,1 %          | 1,6 %              |
| Pays de Galles             | 0,1 %      | 0,1 %                        | 0,4 %          | 0,3 %              |
| République d'Irlande       | 3,3 %      | 1,1 %                        | 1,8 %          | 1,6 %              |
| Membre de l'UE avant 2004  | 0,4 %      | 0,3 %                        | 1,0 %          | 1,4 %              |
| Membre de l'UE depuis 2004 | 3,1 %      | 0,3 %                        | 1,8 %          | 3,5 %              |
| Autre pays                 | 1,4 %      | 1,1 %                        | 37,3 %         | 3,8 %              |

### Par âge
Les affiliations religieuses par tranche d'âge se répartissent comme suit :

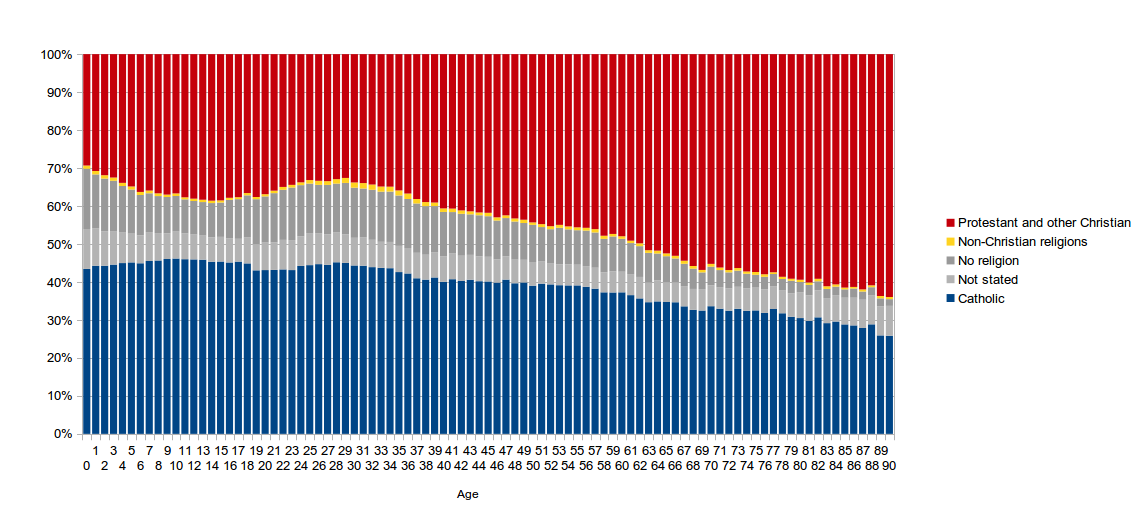
Religion pour chaque âge lors du recensement de 2011 : en rouge les protestants, en bleu les catholiques, en gris les irréligieux ou ceux qui ne souhaitent pas répondre.

| Âge (années) | Catholique | Protestant et autre chrétien | Autre religion | aucune/non répondu |
| ------------ | ---------- | ---------------------------- | -------------- | ------------------ |
| 0 à 4        | 44,3 %     | 31,7 %                       | 0,9 %          | 23,2 %             |
| 5 à 9        | 45,5 %     | 36,1 %                       | 0,7 %          | 17,7 %             |
| 10 à 14      | 45,9 %     | 37,9 %                       | 0,6 %          | 15,6 %             |
| 15 à 19      | 44,8 %     | 37,6 %                       | 0,6 %          | 17,0 %             |
| 20 à 24      | 43,4 %     | 35,2 %                       | 0,7 %          | 20,7 %             |
| 25 à 29      | 44,8 %     | 33,1 %                       | 1,1 %          | 21,0 %             |
| 30 à 34      | 44,0 %     | 34,3 %                       | 1,4 %          | 20,3 %             |
| 35 à 39      | 41,5 %     | 37,8 %                       | 1,2 %          | 19,5 %             |
| 40 à 44      | 40,4 %     | 41,1 %                       | 0,9 %          | 17,7 %             |
| 45 à 49      | 40,0 %     | 42,8 %                       | 0,8 %          | 16,3 %             |
| 50 à 54      | 39,2 %     | 44,9 %                       | 0,7 %          | 15,1 %             |
| 55 à 59      | 38,1 %     | 46,5 %                       | 0,8 %          | 14,6 %             |
| 60 à 64      | 35,8 %     | 50,0 %                       | 0,7 %          | 13,4 %             |
| 65 à 69      | 33,7 %     | 54,4 %                       | 0,7 %          | 11,2 %             |
| 70 à 74      | 32,9 %     | 56,4 %                       | 0,7 %          | 10,1 %             |
| 75 à 79      | 32,0 %     | 58,1 %                       | 0,6 %          | 9,3 %              |
| 80 à 84      | 30,0 %     | 60,0 %                       | 0,6 %          | 9,3 %              |
| 85 à 89      | 28,1 %     | 61,8 %                       | 0,5 %          | 9,6 %              |
| plus de 90   | 25,8 %     | 64,0 %                       | 0,5 %          | 9,6 %              |

### Évolution temporelle

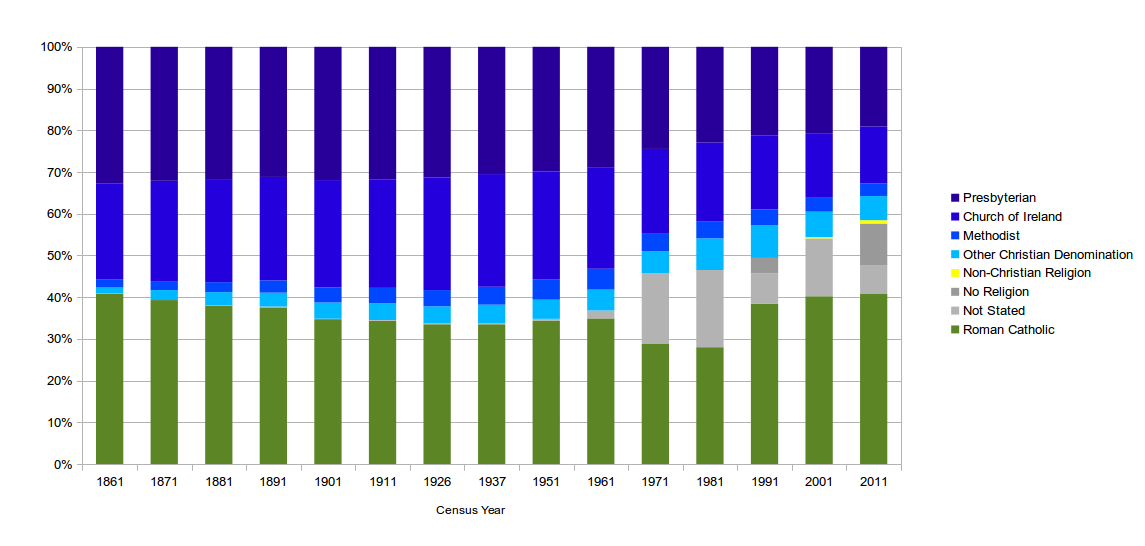
Évolution décennale de la religion en Irlande du Nord. En 1981, en raison des grèves de la faim républicaines, certains ont refusé de répondre.

De la partition, en 1921  jusqu’au recensement de 1951, la proportion de catholiques est restée stable en Irlande du Nord, en partie à cause de l’émigration qui touchait particulièrement cette communauté. À partir de 1951, la proportion de catholiques a progressivement augmenté, au détriment de la majorité protestante,.
La natalité des catholiques est plus élevée que celle des protestants, et en 2001, la part de la population âgée de 0 à 4 ans appartenait pour  49,1 % à la communauté catholique contre 43,1 % à la communauté protestante. À l'inverse, les plus de 75 ans étaient à 69,2 % protestants et à 30,2 % catholiques. 
La tendance est donc à un vieillissement de la population protestante, et à un renversement de majorité religieuse dans les prochaines années, avec une part croissante de personnes se déclarant d'une autre religion ou sans religion.

## Pyramide des âges
Entre 2001 et 2011, l'âge médian est passé de 34 à 37 ans, la part de la population âgée de moins de 16 ans est passée de 24 à 21 %, pendant que la part de la population âgée de plus de 65 ans est passée de 13 à 15 %.

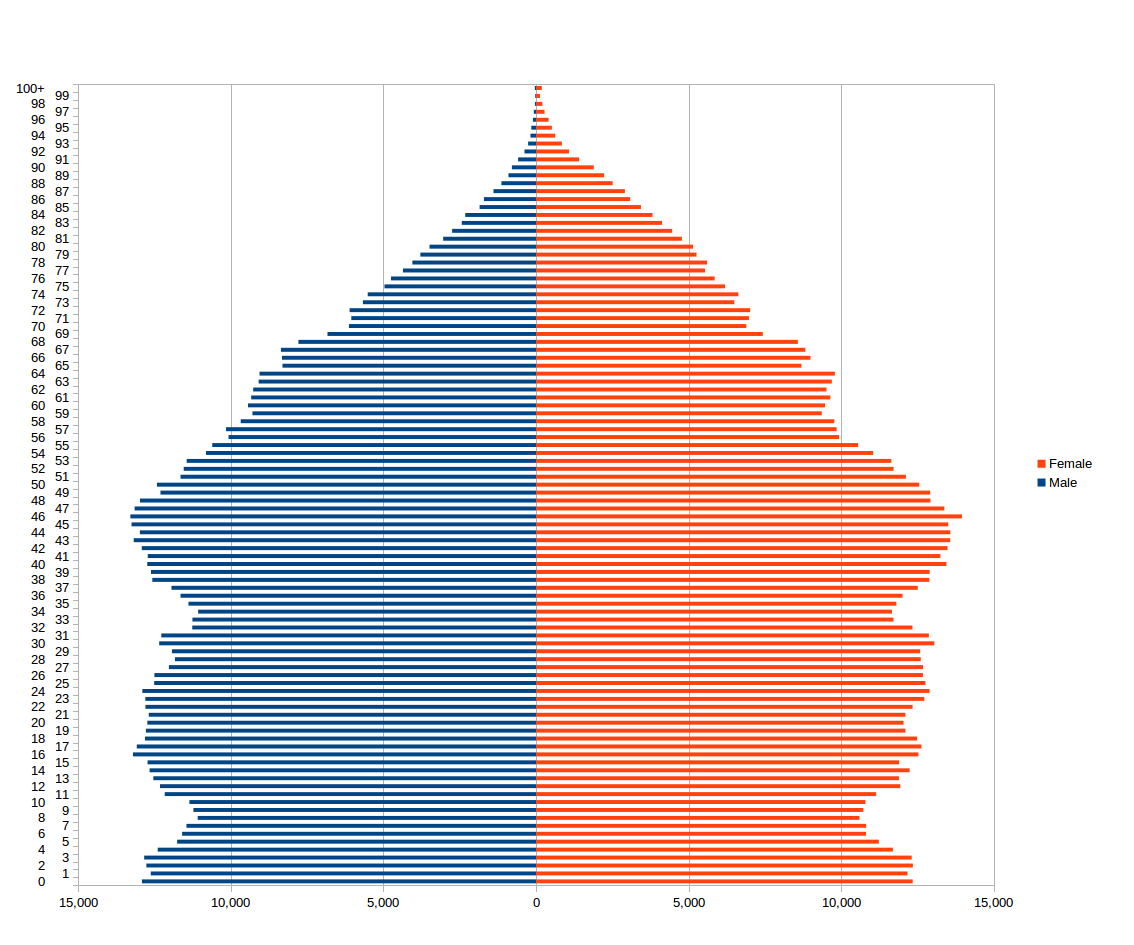
Pyramide des âges en Irlande du Nord d'après le recensement de 2011.

| Âge (années) | Population | % de la population totale |
| ------------ | ---------- | ------------------------- |
| 0–4          | 124 382    | 6.9                       |
| 5–9          | 111 287    | 6.1                       |
| 10–14        | 119 034    | 6.6                       |
| 15–19        | 126 241    | 7.0                       |
| 20–24        | 126 013    | 7.0                       |
| 25–29        | 124 099    | 6.9                       |
| 30–34        | 119 839    | 6.6                       |
| 35–39        | 122 260    | 6.8                       |
| 40–44        | 131 848    | 7.3                       |
| 45–49        | 131 645    | 7.3                       |
| 50–54        | 116 933    | 6.5                       |
| 55–59        | 99 272     | 5.5                       |
| 60–64        | 94 290     | 5.2                       |
| 65–69        | 82 121     | 4.5                       |
| 70–74        | 63 479     | 3.5                       |
| 75–79        | 50 358     | 2.8                       |
| 80–84        | 36 366     | 2.0                       |
| 85–89        | 21 165     | 1.2                       |
| 90+          | 10 231     | 0.6                       |